# Julie Bergen
Pour les articles homonymes, voir Bergen.
 (mai 2020).
Si vous disposez d'ouvrages ou d'articles de référence ou si vous connaissez des sites web de qualité traitant du thème abordé ici, merci de compléter l'article en donnant les références utiles à sa vérifiabilité et en les liant à la section « Notes et références ».
Julie Bergen est une chanteuse allemande.
Durant sa carrière, elle a chanté ses chansons principalement en français.

## Biographie
En 1969, elle enregistre et sort chez Magellan (disques distribués par Barclay) son 1er EP, avec Le chemin de ton cœur, Couleurs de notre amour, Drôle de garçon et cerf-volant.
En 1969, Julie Bergen sort aussi le single L'oiseau sur la branche qui sera son plus grand succès.
En 1970, elle participe aux éliminatoires françaises pour le Concours Eurovision de la chanson avec Menningen et part en tournée à travers la France avec Antoine.
En 1971, Julie Bergen fait une tournée à travers l'Europe et au Canada et sort l'album Julie Bergen d'où sont extraits les singles Chante avec l'amour, L'oiseau rare, Ring et Bang et Le même automne.
En 1995, elle donne des concerts en Nouvelle-Zélande.

## Discographie

### 45 tours
- 1967 : Le Chemin de ton coeur (Disque Magellan)
- 1969 : L'Oiseau sur la branche (Disque Magellan)
- 1969 : L'Oiseau sur la branche (MCA Records, version néerlandaise)
- 1969 : Ring Et Bang (Disque Magellan)
- 1970 : Mennigen (Disque Magellan)
- 1970 : Piume Blu Piume Bianche
- 1971 : Le Même Automne (Disque Magellan)
- 1971 : Chante Avec L'Amour (Disque Magellan)
- 1972 : Blueberry River (Bellaphon)

### Compilation
- 2008 : Le Monde Chante En Français (Reader's Digest)[3]

## Vie privée
Elle vit en Allemagne à Francfort.